# Enicospilus dirzoi
Enicospilus dirzoi là một loài tò vò trong họ Ichneumonidae.